# V-boats

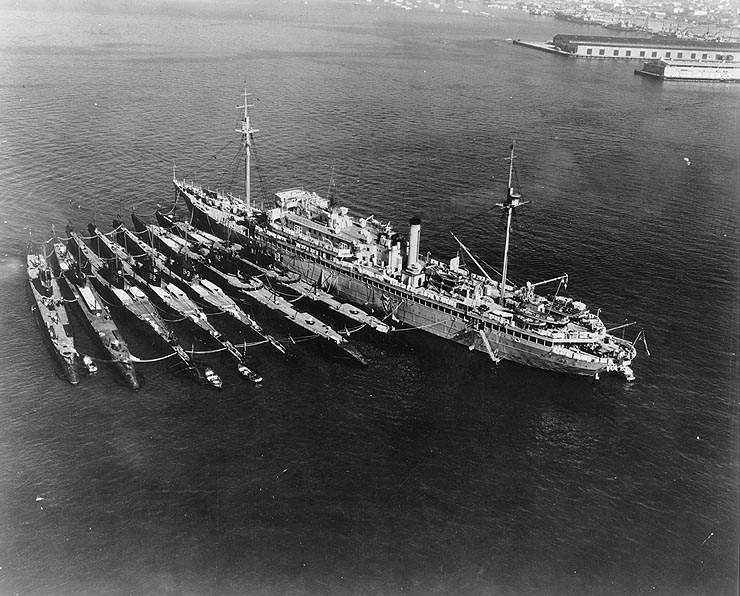
Sept V-Boats (de gauche à droite :,,,,,, avec le ravitailleur de sous-marins .)

Les V-boats sont un groupe de neuf submersibles de l'United States Navy construits entre la Première et la Seconde Guerre mondiale de 1919 à 1934. Il ne s'agit pas d'une classe de navires à proprement parler puisque ce terme inclut cinq classes de sous-marins différentes mais issues d'un programme de construction commun. Ils se répartissent en trois grands sous-marins rapides (V-1 à V-3), trois grands sous-marins à long rayon d'action (V-4 à V-6) et trois sous-marins moyens (V-7 à V-9). Les classes Tambor et Tench sont issues de ces trois derniers, bien que plus longs et avec des systèmes de propulsion entièrement diesel-électrique.
Initialement appelés USS V-1 à V-9 (SS-163 à SS-171), les neuf sous-marins sont rebaptisés respectivement en 1931 en Barracuda, Bass, Bonita, Argonaut, Narval, Nautilus, Dolphin, Cachalot et Cuttlefish. Tous ont servi pendant la Seconde Guerre mondiale, dont six mèneront des patrouilles de guerre dans le Pacifique central. L'Argonaut sera coulé par l'ennemi.

## Contexte
Au début des années 1910, seulement 12 ans après l'inauguration de la force sous-marine de la marine par le USS Holland (SS-1), les stratèges navals avaient déjà commencé à souhaiter des sous-marins qui pourraient fonctionner en collaboration plus étroite avec la flotte de surface que les classes existantes de la marine, qui avaient été conçues principalement pour la défense côtière. Ces sous-marins "flotte" théoriques seraient nécessairement plus grands et mieux armés, mais ils auraient surtout besoin d'une vitesse de surface d'environ 21 nœuds (39 km/h) pour pouvoir manœuvrer avec les cuirassés de 21 nœuds autour desquels la flotte de combat a été construite. C'était la vitesse prévue pour la classe Delaware et les cuirassés ultérieurs, y compris les Standard-type battleship (cuirassés de type standard) qui étaient en construction et proposés en 1913.
Au cours de l'été 1913, l'architecte naval en chef d'Electric Boat, l'ancien constructeur naval Lawrence York Spear, a proposé deux plans préliminaires de navires de la flotte pour le programme de 1914 de la marine. Dans l'autorisation de huit sous-marins qui s'ensuivit, le Congrès précisa que l'un d'eux devait "être de type maritime pour avoir une vitesse de surface d'au moins vingt nœuds". Ce premier sous-marin de la classe expérimentale AA-1, déposé en juin 1916, fut nommé USS Schley en l'honneur du héros de guerre hispano-américain Winfield Scott Schley. Avec un déplacement de 1 124 tonnes en surface, 1 511 tonnes en immersion, sur une longueur de 82 m, le Schley (plus tard AA-1, et finalement T-1) était deux fois plus grand que tout autre sous-marin américain précédent. Pour atteindre la vitesse de surface requise, deux moteurs diesel tandem de 1 000 ch (750 kW) sur chaque arbre entraînaient des hélices jumelées, et un générateur diesel séparé était prévu pour charger les batteries. Bien que le Schley et deux sister-ships autorisées en 1915 - le USS T-2 (SS-60) (à l'origine AA-2) et le USS T-3 (SS-61) (à l'origine AA-3) - aient toutes atteint leur vitesse de conception de 20 nœuds (37 km/h), des problèmes insolubles de vibrations de torsion avec leurs moteurs tandem en faisaient des navires très gênants, et ils furent mis hors service en 1922-1923 après une vie utile de quelques années seulement. Comme les moteurs étaient embrayés ensemble, il était impossible de synchroniser parfaitement leur fonctionnement.
En 1916, bien avant la débâcle de la classe T, le Congrès autorisa 58 sous-marins côtiers et neuf autres sous-marins de la "flotte". Trois des plus grands sous-marins côtiers de 810 tonnes sont finalement devenus des prototypes concurrents de la classe S, qui compte 51 unités et qui a une longue durée de vie. Les neuf "sous-marins de la flotte" devinrent les "V-boats", construits entre 1921 et 1934, et furent en fait les seuls sous-marins américains produits à cette époque. Cependant, bien que les V-4, V-5 et V-6 aient été les plus grands sous-marins américains non nucléaires jamais construits, seuls les V-1 à V-3 ont été conçus pour atteindre une vitesse de 21 nœuds.

## ClasseBarracuda
Les trois premiers V-boats ont été financés au cours de l'année fiscale 1919, déposés au chantier naval de Portsmouth en octobre et novembre 1921, et mis en service à un peu moins d'un an d'intervalle entre 1924 et 1926. Il est important de noter que les V-1, V-2 et V-3 étaient les seuls membres de la classe conçus pour répondre aux exigences initiales de la marine en matière de "sous-marins de flotte" pour la grande vitesse de surface. Il s'agissait de grands sous-marins à la motorisation puissante, déplaçant 2 153 tonnes en surface et 2 546 tonnes en immersion pour une longueur de 104 m. L'installation de propulsion était divisée en deux salles des machines séparées - à l'avant et à l'arrière de la salle de contrôle - avec deux moteurs diesel à entraînement direct de 2 250 ch (1 680 kW) à l'arrière et deux générateurs diesel indépendants de 1 000 ch (750 kW) à l'avant. Ces derniers servaient principalement à charger les batteries, mais pour atteindre la vitesse de surface maximale, ils pouvaient augmenter les moteurs de propulsion principale à couplage mécanique en entraînant les moteurs électriques de 1 200 ch (890 kW) en parallèle. Ce système de propulsion partiellement diesel-électrique préfigure les sous-marins entièrement diesel-électrique qui connaîtront plus tard un grand succès, bien que près de dix ans de développement aient été nécessaires avant qu'il ne soit fiable. Les trois sous-marins étaient partiellement à double coque et équipés à l'avant de réservoirs de flottabilité à l'intérieur d'une étrave à bulbe pour une meilleure tenue en mer en surface. Ils étaient armés de six tubes lance-torpilles de 21 pouces (533 mm), quatre à l'avant et deux à l'arrière avec 12 torpilles, plus un canon de pont de 5 pouces (127 mm)/51. Ils ont été la première classe de sous-marins américains à avoir des tubes lance-torpilles arrière, à l'exception de quatre sous-marins de la sous-classe S-48 de la classe S avec un seul tube lance-torpilles arrière. Les tubes lance-torpilles arrière seront présents dans tous les sous-marins américains, à l'exception du sous-marin mouilleur de mines USS Argonaut (SS-166), jusqu'à la deuxième classe Barracuda qui rejoint la flotte en 1951.
Malheureusement, les trois premiers V-boats ont eu de mauvaises performances opérationnelles. Conçus pour une vitesse de 21 nœuds (39 km/h) en surface, ils n'atteignaient que 18,7 nœuds (34,6 km/h), et ne parvenaient pas non plus à atteindre leur vitesse nominale de 9 nœuds (17 km/h) en immersion. Tels qu'ils étaient construits, ils étaient un peu trop lourds à l'avant, ce qui en faisait de mauvais navires de mer, même après avoir remplacé les canons de pont d'origine par des modèles plus petits de 3 pouces (76 mm)/50 de calibre pour gagner du poids en 1928. De plus, les moteurs diesel de propulsion principale et leurs moteurs électriques d'origine étaient notoirement peu fiables, et la disponibilité de la pleine puissance était rare. Rebaptisés Barracuda, Bass et Bonita en 1931, ils furent mis hors service en 1937, et seule l'imminence de la Seconde Guerre mondiale offrit un répit, en préparation duquel ils furent remis en service en septembre 1940. Juste avant Pearl Harbor, les trois sous-marins ont été transférés à Coco Solo, dans la zone du canal de Panama, et chacun a effectué un certain nombre de patrouilles de guerre défensive (sans voir aucune action) au large des approches du canal de Panama.
Les trois sous-marins ont été révisés à Philadelphie, en Pennsylvanie, à la fin de 1942 et au début de 1943, et ont été convertis en sous-marins cargos en retirant à la fois les tubes lance-torpilles et les moteurs principaux, les laissant ainsi dépendre uniquement de leurs générateurs diesel pour la propulsion. Comme cela les rendait gravement sous-alimentés, ils n'ont apparemment jamais servi opérationnellement dans leur rôle de transport de cargaison, mais ont été relégués à des tâches d'entraînement à New London jusqu'à la fin de la guerre en 1945. Après leur mise hors service, le Barracuda et le Bonita ont été mis à la ferraille, et le Bass a été sabordé comme cible de sonar près de Block Island, dans le Rhode Island.
| Numéro de coque | Navire             | Chantier                  | Quille posée     | Lancement        | Mise en service le | Retiré du service le | Statut          |
| --------------- | ------------------ | ------------------------- | ---------------- | ---------------- | ------------------ | -------------------- | --------------- |
| V-1 (SF-4)      | Barracuda (SS-163) | Portsmouth Naval Shipyard | 20 octobre 1921  | 17 juillet 1924  | 1er octobre 1924   | 3 mars 1945          | Démoli en 1945  |
| V-2 (SF-5)      | Bass (SS-164)      | Portsmouth Naval Shipyard | 20 octobre 1921  | 27 décembre 1924 | 26 septembre 1925  | 3 mars 1945          | Sabordé en 1945 |
| V-3 (SF-6)      | Bonita (SS-165)    | Portsmouth Naval Shipyard | 16 novembre 1921 | 9 juin 1925      | 22 mai 1926        | 3 mars 1945          | Démoli en 1945  |

## ClasseArgonaut
Déplaçant 4 231 tonnes en immersion, le V-4, plus tard USS Argonaut (SM-1), était à la fois le plus grand sous-marin que la Marine ait jamais construit avant l'avènement du nucléaire et le seul sous-marin américain spécifiquement conçu pour la pose de mines. Sa configuration, ainsi que celle des V-5 et V-6 suivants, résultait d'un concept stratégique évolutif qui mettait de plus en plus l'accent sur la possibilité d'une guerre navale avec le Japon dans l'extrême ouest du Pacifique. Ce facteur, et les implications du traité naval de Washington de 1922, ont fait apparaître la nécessité de disposer de "croiseurs" sous-marins à longue portée, ou "éclaireurs stratégiques", ainsi que de poseurs de mines à longue portée, pour lesquels la longue endurance, et non la vitesse élevée, était la plus importante. La conception a peut-être été influencée par les "U-cruisers" allemands des classes U-139 et U-151, bien que les V-4, V-5 et V-6 soient tous plus grands que ceux-ci. Financé au cours de l'exercice 1925, installé à Portsmouth en mai de la même année et mis en service en avril 1928, le V-4 avait une longueur totale de 116 m et transportait quatre tubes lance-torpilles de 533 mm (21 pouces) à l'avant et deux tubes de pose de mines de 1 000 mm (40 pouces) à l'arrière, ainsi que leur équipement de manutention mécanique. Deux canons de pont de 6 pouces (152 mm) et de calibre 53 étaient équipés, les plus grands canons de pont jamais installés sur un sous-marin américain. Un volume considérable de la salle des machines a été sacrifié pour obtenir une charge utile interne de 60 mines Mark XI spécialement conçues et amarrées, et par conséquent, les diesels de propulsion principaux ont été limités à un total de 2 800 ch (2 100 kW), ne produisant que 15 nœuds (28 km/h) en surface.
Le Argonaut, un sous-marin surdimensionné, sous-alimenté et unique en son genre, n'a jamais connu de succès particulier, mais il est resté en service tout au long des années 1930. Au début de la Seconde Guerre mondiale, il a été remotorisé à l'île Mare pour augmenter sa puissance de propulsion principale à 4 800 ch (3 600 kW), et a reçu en plus deux tubes lance-torpilles externes de poupe et deux tubes d'arrimage de pont de poupe. Bien qu'il n'ait jamais posé de mine sous le coup de la colère, son équipement de pose de mines a été retiré à cette époque pour préparer sa conversion en sous-marin de transport de troupes. Puis, à Pearl Harbor, la conversion a été achevée. Sous cette forme, et accompagné du Nautilus, il participa à l'assaut des Marines américains sur l'atoll de Makin tenu par les Japonais par les Carlson's Raiders en août 1942. Lors de son transfert à Brisbane, en Australie, à la fin de cette année-là, le Argonaut fut détourné vers une patrouille de guerre près de Bougainville, dans le nord des îles Salomon, et se perdit le 10 janvier 1943 après avoir attaqué un convoi japonais lourdement défendu.
| Numéro de coque | Navire          | Chantier                  | Quille posée | Lancement        | Mise en service le | Retiré du service le | Statut                                |
| --------------- | --------------- | ------------------------- | ------------ | ---------------- | ------------------ | -------------------- | ------------------------------------- |
| V-4 (SF-7)      | Argonaut (SM-1) | Portsmouth Naval Shipyard | 1er mai 1925 | 10 novembre 1927 | 2 avril 1928       | 10 janvier 1943      | Coulé par l'ennemi le 10 janvier 1943 |

## ClasseNarwhal
Dans leur aspect général et leurs dimensions, le V-5, plus tard USS Narwhal (SS-167) et le V-6, plus tard USS Nautilus (SS-168), étaient similaires au Argonaut et constituaient des homologues de "croiseurs sous-marins" au moins partiellement inspirés du succès allemand des raiders commerciaux sous-marins à longue portée des classes de sous-marins U-139 et U-151 pendant la Première Guerre mondiale. L'endurance, la tenue en mer, l'augmentation de la capacité des torpilles et les gros canons de pont ont été mis en avant au détriment de la vitesse élevée; et à l'origine, un petit hydravion d'éclaireur devait être transporté dans un hangar étanche à l'arrière de la tour de pilotage. La Marine avait expérimenté les hydravions sur les sous-marins avec un prototype d'installation de hangar sur le USS S-1 (SS-105) au milieu des années 20. Cependant, l'augmentation de la capacité de repérage qui en a résulté a été largement compensée par plusieurs dangers supplémentaires pour le sous-marin hôte, et l'initiative a été abandonnée.
Les deux sous-marins à double coque ont déplacé 2 770 tonnes en surface et 4 000 tonnes immergées sur une longueur de 110 m. Ils présentaient des caractéristiques de "navire de surface" bien marquées, notamment un franc-bord élevé et une structure de pont étendue. Chacun était propulsé par deux moteurs diesel MAN de 10 cylindres à deux temps, d'une puissance de 2 350 ch (1 750 kW) (conçus par la firme allemande qui a construit les moteurs qui ont propulsé de nombreux U-boote allemands de la Première Guerre mondiale, dont la marine américaine a acheté les droits pour les construire sur le territoire national pour ses propres sous-marins). Ils disposaient également d'une paire de plus petits générateurs diesel de 450 ch (340 kW) pour charger les batteries ou augmenter les moteurs de propulsion principaux en surface. Lors d'essais, les deux sous-marins ont atteint près de 17,5 nœuds (32,4 km/h) en surface et 8 nœuds (15 km/h) en immersion, et leur endurance déclarée était de 16 000 milles nautiques (29 000 km) à 10 nœuds (19 km/h). En plus des tubes lance-torpilles habituels - quatre à l'avant et deux à l'arrière avec 24 torpilles (huit externes)- ils (et le Argonaut) transportaient deux canons de pont de 6 pouces (152 mm)/53, les plus grands jamais montés sur les sous-marins américains.
Financés en 1926 et mis en service en 1930, les V-5 et V-6 sont apparus comme trop grands et trop lourds pour une opération pleinement réussie: lents à plonger, difficiles à manœuvrer et faciles à détecter. Néanmoins, en tant que Narval et Nautilus, ils ont servi utilement dans les années 1930, et juste avant la Seconde Guerre mondiale, le Nautilus a été modifié pour transporter 76 000 litres d'essence d'aviation pour le ravitaillement des hydravions en mer. Au début de la guerre, chacun d'entre eux a été équipé de quatre diesels General Motors de 1 600 ch (1 200 kW) et de quatre tubes lance-torpilles externes supplémentaires (deux à l'avant et deux à l'arrière), et malgré leur âge et leurs défauts de conception inhérents, ils ont continué à accumuler des records de guerre enviables.
Le Narwhal a effectué 15 patrouilles de guerre réussies et le Nautilus 14, et à eux deux, ils ont coulé 13 navires ennemis pour un total de 35 000 tonnes. Un peu plus par hasard, leur grande taille les rendait utiles pour transporter à la fois des troupes et des cargaisons lors de missions secrètes. Ainsi, le Nautilus s'est joint au Argonaut pour transporter les Carlson's Raiders à Makin Atoll (Raid de Makin), puis avec le Narval, il a débarqué un fort détachement de scouts de l'armée américaine en Alaska sur Attu dans les îles Aléoutiennes, en préparation du débarquement principal qui a permis de reprendre cette île aux Japonais en mai 1943. Pendant les deux dernières années de la guerre, les deux sous-marins ont été consacrés presque exclusivement à des opérations clandestines d'insertion et de récupération derrière les lignes ennemies, notamment en préparation de la campagne américaine pour reprendre les Philippines.
La fin de la guerre étant en vue, le Narwhal et le Nautilus ont été retirés du service en avril et juin 1945, respectivement, et vendus pour être démantelés peu après. Les canons de 6 pouces (152 mm) du Narwhal sont conservés comme mémorial à la base navale de sous-marins de New London, dans le Connecticut.
| Numéro de coque | Navire            | Chantier                   | Quille posée | Lancement        | Mise en service le | Retiré du service le | Statut         |
| --------------- | ----------------- | -------------------------- | ------------ | ---------------- | ------------------ | -------------------- | -------------- |
| V-5 (SF-8/SC-1) | Narwhal (SS-167)  | Portsmouth Naval Shipyard  | 10 mai 1927  | 17 décembre 1928 | 15 mai 1930        | 23 avril 1945        | Démoli en 1945 |
| V-6 (SF-9/SC-2) | Nautilus (SS-168) | Mare Island Naval Shipyard | 2 août 1927  | 15 mars 1930     | 1er juillet 1930   | 30 juin 1945         | Démoli en 1945 |

## ClasseDolphin
L'avant-dernier modèle de la série des V-boat a été déposé à Portsmouth en juin 1930 sous le nom de V-7 et est devenu le USS Dolphin (SS-169) deux ans plus tard. Avec une longueur de 97 m et un déplacement à peine supérieur à la moitié de celui de ses trois prédécesseurs 1 746 tonnes en surface, 2 280 tonnes immergées, le Dolphin était clairement une tentative de trouver un juste milieu entre ces derniers sous-marins et les premiers sous-marins de classe S, qui n'étaient guère plus que de grands sous-marins côtiers. La disposition générale des machines de propulsion était identique à celle des V-5 et V-6, mais même avec un déplacement en surface de seulement 1 718 tonnes, les moteurs principaux réduits du Dolphin - d'une puissance de 1 750 ch (1 300 kW) chacun - ne pouvaient fournir que la vitesse de surface des plus grands navires, et son endurance et le chargement des torpilles étaient très réduits. L'armement des torpilles était constitué de six tubes de 21 pouces (533 mm) (4 à l'avant, 2 à l'arrière), avec 18 torpilles. Un canon de pont de 4 pouces (102 mm) et de calibre 50 était équipé. La taille et le poids du Dolphin étaient presque idéaux pour la portée et la durée des patrouilles de guerre qui devinrent habituelles dans le Pacifique pendant la Seconde Guerre mondiale, et les classes Gato, Balao et Tench du temps de guerre avaient des dimensions similaires.
Au début de la guerre, le Dolphin effectua trois patrouilles depuis Pearl Harbor sans distinction notable, et son état matériel se détériorant, il fut bientôt cantonné à des tâches d'entraînement, d'abord à Hawaii, puis à New London, Connecticut, pendant toute la durée de la guerre. Il est mis hors service en octobre 1945 et vendu à la démolition un an plus tard.
| Numéro de coque  | Navire           | Chantier                  | Quille posée | Lancement   | Mise en service le | Retiré du service le | Statut         |
| ---------------- | ---------------- | ------------------------- | ------------ | ----------- | ------------------ | -------------------- | -------------- |
| V-7 (SF-10/SC-3) | Dolphin (SS-169) | Portsmouth Naval Shipyard | 14 juin 1930 | 8 mars 1932 | 1er juin 1932      | 2 octobre 1945       | Démoli en 1946 |

## ClasseCachalot
Avant même que les V-5 et V-6 ne soient terminés et que le V-7 ne soit établi, l'opinion des officiers de sous-marins avait commencé à évoluer en faveur de sous-marins plus petits, semblables au modèle allemand SM U-135 de 1 200 tonnes datant de la Première Guerre mondiale. Puis, lorsque le traité naval de Londres de 1930 imposa pour la première fois des limites internationales au tonnage total des sous-marins, l'incitation à construire des navires plus petits devint particulièrement impérieuse. Les restrictions du Traité naval de Londres ont contribué à l'élimination en 1930 des T-1, T-2 et T-3, qui avaient été mis en rade pendant près d'une décennie. Par un accord spécial, le Argonaut, le Narval et le Nautilus furent exemptés des restrictions du traité.
Une étude approfondie a été menée pour déterminer la taille optimale des sous-marins dans le cadre des restrictions du traité, en tenant compte de la force totale, de l'endurance et du pourcentage de la force qui pouvait être maintenue en station loin d'une base, comme dans un scénario de guerre du Pacifique. Il en est résulté les deux plus petits V-boats, le Cachalot (à l'origine V-8) et le Cuttlefish (à l'origine V-9), financés au cours de l'année fiscale 1932. Avec une longueur totale de 83 m et un déplacement en surface de 1 150 tonnes, le Cachalot et la Cuttlefish étaient encore plus petits que les T-boats de 15 ans plus tôt. L'installation technique se composait de deux diesels principaux innovants et compacts, conçus et construits par la Maschinenfabrik Augsburg-Nürnberg (MAN), censés fournir chacun 1 535 ch (1 145 kW), plus un seul générateur diesel d'une puissance de 440 ch (330 kW). Bien que les sous-marins aient approché les 17 nœuds (31 km/h) lors des essais, les nouveaux moteurs MAN sont tombés en panne à plusieurs reprises à cause de vibrations excessives et ont été remplacés en 1938 par des diesels General Motors avec réducteur. L'armement était similaire à celui du Dolphin: six tubes lance-torpilles de 21 pouces (533 mm) (4 à l'avant, 2 à l'arrière), avec 16 torpilles. Un canon de pont de 3 pouces (76 mm) et de calibre 50 était équipé, une diminution du calibre du canon qui allait persister jusqu'au début de la Seconde Guerre mondiale. Dans les années 1930, on pensait qu'un canon plus gros encouragerait les capitaines de sous-marins à combattre en surface contre des navires anti-sous-marins supérieurs, mais l'expérience de la guerre a finalement montré qu'un canon plus gros était nécessaire.
La Marine a attribué le Cuttlefish à la Electric Boat Company, le premier contrat de sous-marin attribué à un chantier privé depuis le dernier de la classe S en 1918. En conséquence, le Cuttlefish différait de sa sister-ship (navire-jumeau) Cachalot, construite à Portsmouth, à de nombreux égards, notamment par des aménagements intérieurs plus spacieux, la première installation de climatisation sur un sous-marin américain et la première utilisation partielle de la soudure (par opposition au rivetage) dans la fabrication de la coque. De plus, le Cachalot et le Cuttlefish ont servi de premiers bancs d'essai pour l'ordinateur de données des torpilles (Torpedo Data Computer) Mark I qui a révolutionné le contrôle des tirs sous-marins au milieu des années 1930.
Malheureusement, comme leur petite taille limitait considérablement leur vitesse, leur endurance et leur charge d'armes, aucun des deux sous-marins n'a réussi dans les conditions de la guerre du Pacifique. Chacun d'eux a effectué trois patrouilles de guerre sans score dans le centre et l'ouest du Pacifique, et le Cachalot en a effectué une dans les eaux de l'Alaska, mais à la fin de 1942, il était clair que tous deux étaient surclassés et usés, et ils ont terminé la guerre à New London comme navires-écoles. Les deux sous-marins ont été mis hors service en octobre 1945 et démantelés plusieurs années plus tard.
| Numéro de coque | Navire              | Chantier                               | Quille posée    | Lancement        | Mise en service le | Retiré du service le | Statut         |
| --------------- | ------------------- | -------------------------------------- | --------------- | ---------------- | ------------------ | -------------------- | -------------- |
| V-8 (SC-4)      | Cachalot (SS-170)   | Portsmouth Naval Shipyard              | 21 octobre 1931 | 19 octobre 1933  | 1er décembre 1933  | 17 octobre 1945      | Démoli en 1947 |
| V-9 (SC-5)      | Cuttlefish (SS-171) | Chantier naval Electric Boat de Groton | 7 octobre 1931  | 21 novembre 1933 | 8 juin 1934        | 24 octobre 1945      | Démoli en 1947 |

## Conclusion
Selon les normes du XXIe siècle, l'exploitation par la Marine de l'autorisation accordée par le Congrès en 1916 pour la construction de cinq modèles de sous-marins très différents dans une série qui ne s'est terminée qu'en 1934 peut sembler surprenante, voire fallacieuse. Cependant, comme il s'agissait des seuls sous-marins américains construits pendant toute une décennie de concepts opérationnels changeants et souvent contradictoires, on pouvait difficilement s'attendre à ce que les neuf V-boats soient homogènes. Cependant, la liberté relative accordée à la marine pour essayer tant de nouvelles approches de sous-marins en si peu d'années n'a peut-être été égalée que plus tard, dans l'ère initiale du programme de propulsion nucléaire. Trois concepts distincts ont été poursuivis : les grands sous-marins rapides (classe V-1), les grands sous-marins à long rayon d'action (V-4, V-5 et V-6) et les prototypes de "navires de flottes" de taille moyenne (V-7, V-8 et V-9). Le passage des trois derniers à de véritables "navires de flotte" n'a nécessité que des moteurs diesel améliorés. À l'exception du Narval et du Nautilus - utilisés pour transporter les raiders marins, les espions et les saboteurs - aucun des V-boats n'a connu de succès significatif, que ce soit en temps de paix ou dans des conditions de combat pendant la Seconde Guerre mondiale. Mais la volonté d'expérimenter qui a permis de produire les V-boats dans toute leur variété a porté ses fruits dans une série de leçons qui ont été appliquées à la succession ultérieure de véritables conceptions de "navires de flotte" - les classes Porpoise, Salmon, Sargo, Tambor et Gato.